# Tanjung Priok
Tanjung Priok è un sottodistretto (in indonesiano: kecamatan) di Giacarta Settentrionale, che a sua volta è una suddivisione di Giacarta, la capitale dell'Indonesia.

## Suddivisioni
Il sottodistretto è suddiviso in sette villaggi amministrativi (in indonesiano: kelurahan):
- Tanjung Priok
- Kebon Bawang
- Sungai Bambu
- Papanggo
- Warakas
- Sunter Agung
- Sunter Jaya